# Ricardo Jorge Esper
Ricardo Jorge Esper,  (Pergamino, provincia de Buenos Aires, Argentina) es un cardiólogo argentino. En el año 2010 fue nominado "Maestro de la Medicina" en la Academia de la Medicina Argentina y luego, en 2011, recibió el mismo galardón en la Facultad de Medicina de la Universidad del Salvador, y es el único profesional con haber ganado el mismo Premio de estas dos Instituciones.

## Historia
Nacido en Pergamino (Buenos Aires), cursó la escuela primaria y comienzo de la secundaria en esta ciudad, y termina el secundario en el Colegio Nacional “Julio A. Roca”, del barrio de Belgrano. Ingresa a Medicina, Universidad de Buenos Aires, y se gradúa a los 21 años con Diploma de Honor, habiendo integrado la terna para medalla de Oro de su promoción. 

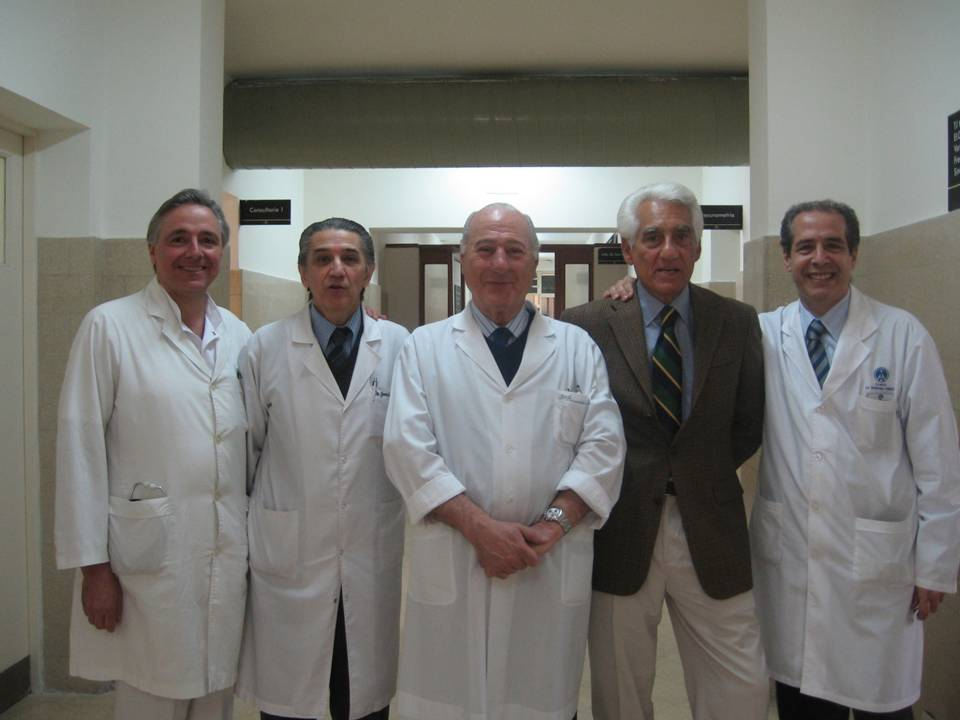
Con otros médicos cardiólogos del Hospital Militar Central

Dos años después obtiene el título de Doctor en Medicina, UBA y dos años más tarde se gradúa de Cardiólogo Universitario, UBA. Termina la Residencia en Medicina en el Hospital Militar Central y, desde entonces, continúa en el mismo hasta obtener el máximo grado como  civil: “Médico Consultor en Cardiología”, en el que se desempeña hasta la actualidad.
Está casado con Alcira Susana Crespi y tiene dos hijas, Andrea Bettina y Claudia Viviana. Tiene 3 hermanos; Carlos Antonio, doctorado en leyes; Lidia Dora, doctorada en Bioquímica y Roberto César, también cardiólogo. 
Comenzó su carrera docente en la Cátedra de Fisiología Humana, UBA, y luego continúa con Patología y Clínica Médica, ascendiendo progresivamente hasta alcanzar el cargo de Profesor Titular, luego Titular Consulto, desplegando su tarea en la Unidad Hospitalaria del Hospital Militar Central y como Codirector de la Carrera de Cardiología. Paralelamente, ejerce la docencia en la Universidad del Salvador hasta llegar a Profesor Titular de Cardiología y Director de la Carrera de Cardiología de dicha Institución donde hay profesionales en Cardiología Intervencionista a nivel internacional de la talla del doctor Luis De la Fuente.
De la Fuente es quien con Esper, realizan juntos aportes internacionales en fonocardiografía desde Argentina que aparecen citados en el libro de Hurst, una de las biblias de la cardiología mundial. 
Se inició en la investigación siendo todavía estudiante de medicina bajo la dirección del Premio Nobel Bernardo Houssay y, años después, en  la investigación clínica. Publicó casi cuatro centenares de trabajos científicos en revistas con arbitraje, y entre ellos cabe destacar en 1982 la primera comunicación de la “detección de la regurgitación aórtica por eco-Doppler” en el American Journal of Cardiology, hoy día cita obligada en las referencias sobre el tema. Otro hito lo constituye su publicación sobre “disfunción endotelial” en Cardiovascular Diabetology en 2006, y que ha sido el trabajo más consultado sobre este tema en los últimos 6 años, según las estadísticas de BioMedLib.
Desde los comienzos de su carrera Médica disfrutó de la docencia y, a tal efecto, escribió muchos libros, entre otros el primero sobre ecocardiografía en Latinoamérica, el cual tuvo dos reimpresiones, una biblioteca de Medicina en colaboración con el Dr. Juan A. Mazzei que incluyó a 600 coautores en 11 volúmenes, y un Tratado sobre Hipertensión Arterial con los Dres. Carol Kotliar, Marta Barontini y Pedro Forcada, que cuenta 98 colaboradores de todo el mundo. En total ha publicado 32 libros y la mayoría sobre cardiología. 
Ha presidido la Sociedad Argentina de Cardiología, la Fundación Cardiológica Argentina, la Interamerican Heart Foundation en Dallas, Texas, y representó a las Fundaciones Interamericanas en la World Heart Federation, la máxima Institución rectora de la cardiología mundial. Además, fellow del American Heart Association, American College of Cardiology, y miembro Honorario o Correspondiente de la casi totalidad de Sociedades de Cardiología del cono sur.
Presidió el XVVIII Congreso Argentino de Cardiología, y dirigió otros congresos, simposios, cursos, y fue relator invitado en reuniones científicas en todo el país y el extranjero. Ha sido galardonado con diversos Premios por sus aportes científicos a la Cardiología, y ha obtenido múltiples reconocimientos por su labor científica, docente y comunitaria.

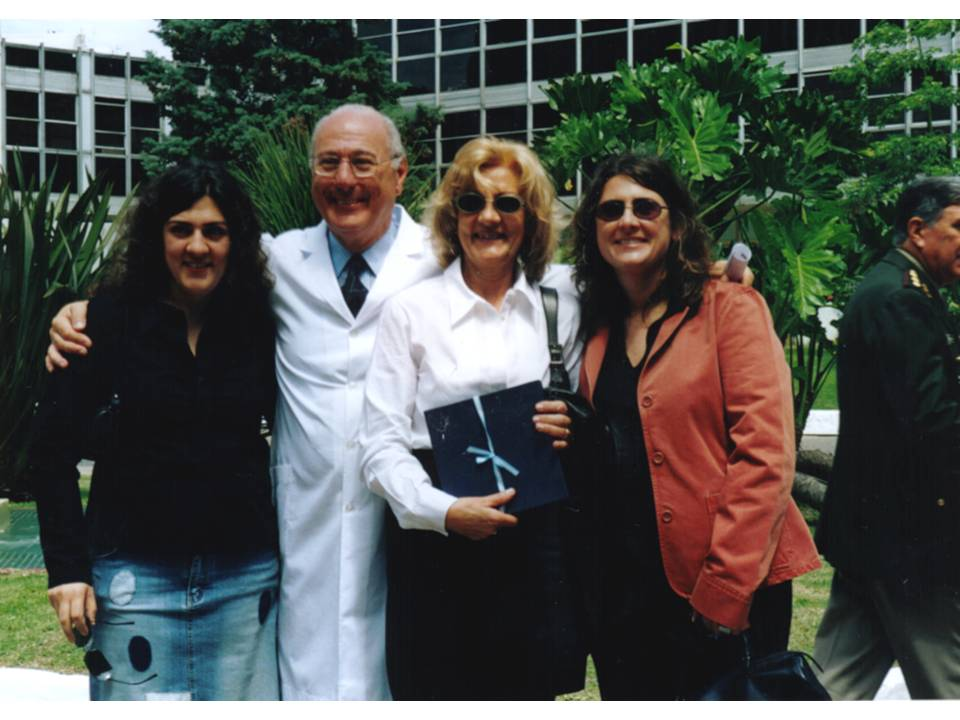
Con su esposa e hijas luego de recibir el Premio Hospital Militar Central
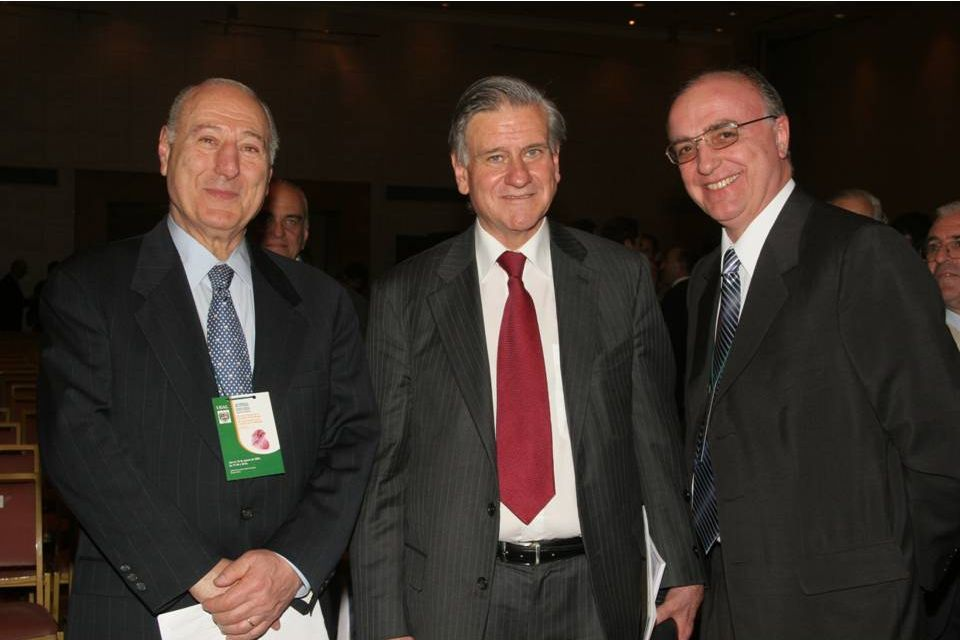
Los Drs. Ricardo Esper, Valentín Fuster y Jorge Vilariño en el Simposio de conmemoración de los 40 años de la Carrera de Cardiología
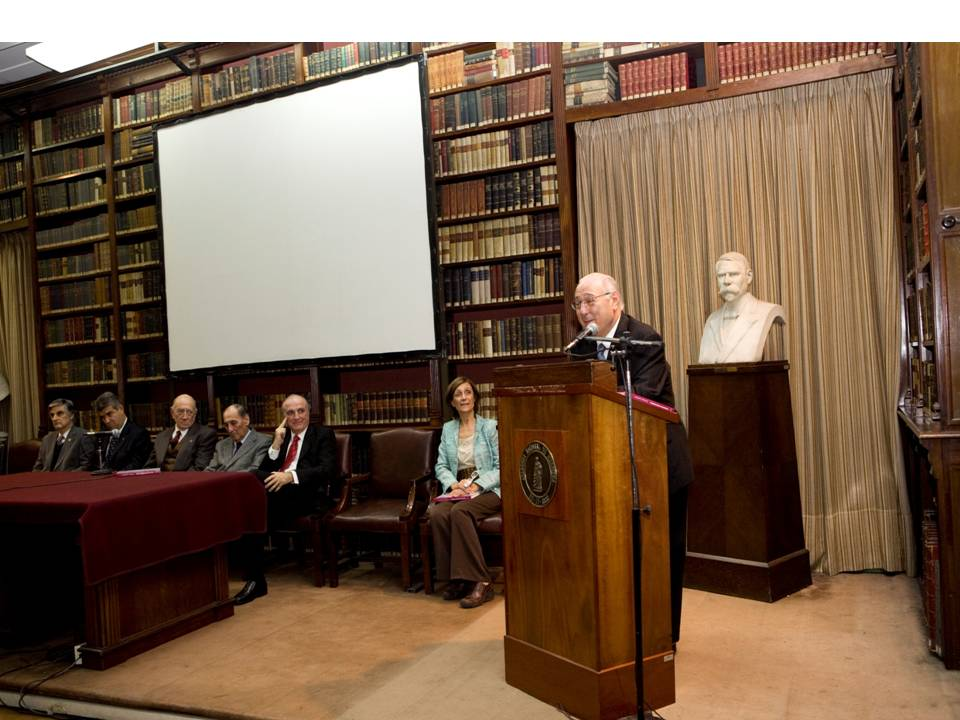
Presentación del libro “Progresos en Aterotrombosis”, 2011
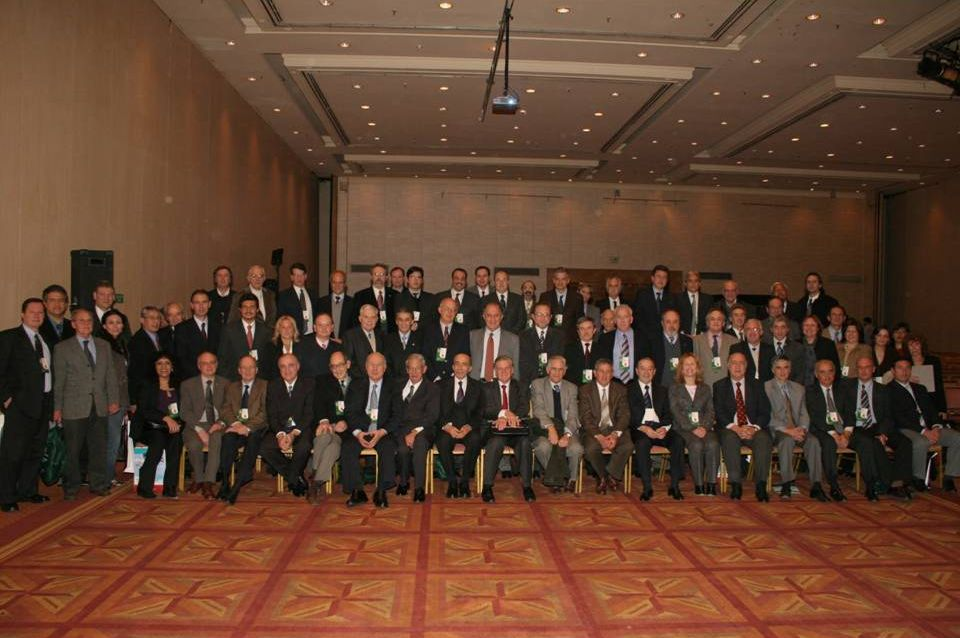
Simposio de conmemoración de los 40 años de la Carrera de Cardiología, Universidad del Salvador, 2007